# Marie Osmond
Pour les articles homonymes, voir Osmond.
Marie Osmond du vrai nom Olive Marie Osmond est une actrice, philanthrope, animatrice de talk-show, chanteuse et productrice de télévision américaine, connue pour avoir été membre du groupe musical The Osmonds. 

## Biographie
Olive Marie Osmond est née à Ogden, Utah. Elle est la huitième de neuf enfants. Elle est membre de l'Église de Jésus-Christ des saints des derniers jours. Elle a commencé à chanter à l'âge de quatre ans.

## Carrière musicale
En 1973, elle publie son premier single en solo. Elle a beaucoup de succès dans les années 1980 en chantant de la musique country américaine. Elle publie quatre albums de country avec beaucoup de succès. Sa dernière version date de 2015 et s'appelle Music is Medicine.

## Carrière d'actrice
Marie est célèbre pour son émission de télévision américaine de 1975 à 1978 avec son frère, Donny. Elle a eu du succès dans les films télévisés et a utilisé sa voix dans l'animation. 
Marie Osmond a participé à l'émission américaine, Dancing with the Stars en 2007.
En 2019, elle rejoint le casting de la série télévisée américaine intitulée The Talk.

## Bénévolat
Avec l'acteur John Schneider, Osmond fonde en 1983 l'organisation à but non lucratif Children's Miracle Network. Le CMN se consacre à sauver et à améliorer la vie des enfants en collectant des fonds pour les hôpitaux pour enfants en Amérique du Nord.

## Vie privée
Osmond a été mariée trois fois, deux fois avec le même homme. Son mari est Stephen Craig. Elle a huit enfants.
En 1999, Osmond déclare qu'elle souffre d'une grave dépression post-partum.
Elle annonce en 2009 que sa fille aînée est lesbienne ; elle exprime son soutien à sa fille et aux droits des personnes homosexuelles. Via son compte instagram, elle a raconté à sa fille que sa fille avait épousé sa partenaire et que je ne pourrais plus t'aimer plus!
Le 26 février 2010, son fils Michael se suicide en sautant du huitième étage de son immeuble à Los Angeles.

## Discographie
- 1973: Paper Roses
- 1974: In My Little Corner of the World
- 1975: Who's Sorry Now
- 1977: This is the Way That I Feel
- 1985: There's No Stopping Your Heart
- 1986: I Only Wanted You
- 1988: All in Love
- 1989: Steppin' Stone
- 2010: I Can Do This
- 2016: Music Is Medicine

## Filmographie

### comme actrice
- 1975 : Hugó a víziló : Vocalist
- 1978 : Goin' Coconuts : Marie
- 1978 : The Gift of Love (TV) : Beth Atherton
- 1980 : Marie (série télévisée) : Star
- 1980 : The Osmond Family Christmas Special (TV)
- 1982 : Side by Side: The True Story of the Osmond Family (TV) : Olive Osmond
- 1982 : Rooster (TV) : Sister Mae Davis
- 1983 : I Married Wyatt Earp (TV) : Josephine 'Josie' Marcus
- 1984 : The Velveteen Rabbit (TV) : Fairy Princess and Velveteen Rabbit
- 1984 : Rose Petal Place (TV) : Rose Petal
- 1985 : Rose Petal Place: Real Friends (TV) : Rose Petal
- 1986 : Marie Osmond's Merry Christmas (TV) : Host
- 1992 : National Parenting Poll (TV) : Host
- 1995 : Maybe This Time (série télévisée) : Julia Wallace
- 1998 : Buster et Junior (vidéo) : Queen (voix
- 2023 : The Bold and the Beautiful (Amour, gloire et beauté/ Top Models): Comtesse Von Frankfurt

### comme productrice
- 1998 : Donny & Marie (série télévisée)

## Récompenses et nominations
- TV Land Award, 2015